# Purdue Pharma
Purdue Pharma LP, precedentemente Purdue Frederick Company, è un'azienda farmaceutica privata statunitense fondata da John Purdue Gray. Era posseduta principalmente dai membri della famiglia Sackler in quanto discendenti di Mortimer e Raymond Sackler. Nel 2007 ha pagato una delle più grandi multe mai comminate a un'azienda farmaceutica per aver fuorviato il pubblico su quanto il farmaco OxyContin creasse dipendenza rispetto ad altri farmaci antidolorifici. Nel settembre 2021 Purdue Pharma ha annunciato di essersi rinominata Knoa Pharma.

## Storia
L'azienda che divenne Purdue Pharma fu fondata nel 1892 dai medici John Purdue Gray e George Frederick Bingham a New York come Purdue Frederick Company.   Sessant'anni dopo, nel 1952, l'azienda fu venduta ad altri due medici, i fratelli Raymond e Mortimer Sackler, che trasferirono l'attività a Yonkers, New York. Il fratello maggiore dei Sackler, Arthur Sackler, deteneva un terzo di opzione nella società, che fu venduta ai suoi fratelli dopo la sua morte. Sotto i Sackler, l'azienda aprì uffici aggiuntivi nel New Jersey e nel Connecticut. La sede si trova a Stamford, nel Connecticut.
L'attuale società, Purdue Pharma LP, è stata costituita nel 1991 e si è concentrata sui farmaci per la gestione del dolore, definendosi un "pioniere nello sviluppo di farmaci per ridurre il dolore, una delle principali cause della sofferenza umana". Nel settembre 2015, il sito web dell'azienda affermava di avere circa 1.700 persone a libro paga. Nello stesso mese, la società ha annunciato l'acquisizione di VM Pharma nel processo di accesso allo sviluppo mondiale e ai diritti commerciali di un programma di inibitori selettivi della chinasi del recettore della tropomiosina allosterico, ovvero il candidato di Fase II VM-902A. L'accordo avrebbe potuto generare più di 213 milioni di dollari per VM Pharma.
L'azienda non ha mai avuto una affiliazione con la Purdue University, una precisazione che l'ateneo ha chiarito più volte, per evitare associazioni.  
Sebbene oggi l'azienda abbia spostato la sua attenzione su campagne contro l'abuso, Purdue ha continuato a commercializzare e vendere oppioidi fino al 2019 ed ha continuato a essere coinvolta in cause legali sull'epidemia di oppioidi negli Stati Uniti.  Purdue ha presentato istanza di protezione dal fallimento secondo il Capitolo 11 il 15 settembre 2019 a New York. 
Il 21 ottobre 2020, è stato riferito che Purdue aveva raggiunto un accordo potenzialmente del valore di 8,3 miliardi di dollari USA, ammettendo di "aver cospirato consapevolmente e intenzionalmente e concordato con altri per aiutare e favorire" i medici che dispensavano farmaci "senza uno scopo medico legittimo". I membri della famiglia Sackler pagheranno inoltre 225 milioni di dollari e l'azienda chiuderà.  Alcuni procuratori generali dello stato hanno protestato contro il piano. Nel marzo 2021, la Camera dei rappresentanti degli Stati Uniti ha presentato un disegno di legge che impedirebbe al giudice fallimentare nel caso di concedere l' immunità legale ai membri della famiglia Sackler durante la procedura fallimentare. 

## Controversie
Purdue Pharma progettava farmaci antidolorifici come idromorfone, ossicodone (venduto con il nome commerciale OxyContin dal 1996), fentanyl, codeina ed idrocodone. È anche noto per la produzione di farmaci come MS Contin (morfina a rilascio prolungato, commercializzata dal 1984) e Ryzolt (Tramadol). Nel 1972 era stato sviluppato il Contin, un sistema di somministrazione controllata di farmaci.
Sono sorte controversie sulla diffusione di MS Contin ed OxyContin e sul loro potenziale di forte dipendenza. I prodotti possono essere frantumati, masticati, sniffati od iniettati. Ciò aggiunge un rischio significativo per l'utente che ne fa un uso improprio, causando numerose overdose e decessi. I tossicodipendenti possono "fare la spesa" per più prescrizioni ed evitare un adeguato follow-up. Anche le persone con prescrizioni e prescrizioni adeguate sono a rischio di dipendenza fisica e tolleranza al prodotto. Nonostante ciò, i forti analgesici sono importanti per i pazienti con dolore cronico. L'uso improprio delle fonti scientifiche ha portato a ritenere che gli analgesici oppioidi portino pochi rischi di dipendenza.
OxyContin, introdotto nel 1995, è stato il prodotto di punta nelle cure palliative per alleviare il dolore cronico. Seguendo una strategia di marketing che Arthur Sackler aveva sperimentato alcuni decenni prima, l'azienda ha fortemente incentivato i medici a prescrivere il farmaco (seminari gratuiti sulla gestione del dolore, lezioni a pagamento, ...) le vendite sono aumentate vertiginosamente. Il farmaco è stato commercializzato come "controllo del dolore leggero, di lunga durata tutto il giorno e la notte" se assunto su una base di 12 ore al giorno e con un basso potenziale di dipendenza anche se non c'erano prove scientifiche. Tuttavia, all'inizio del 2000, iniziarono ad emergere notizie diffuse di abusi di OxyContin. I risultati ottenuti da un programma di sorveglianza (Researched Abused, Diversion, and Addiction-Related Surveillance) sponsorizzato da Purdue Pharma L.P., hanno scoperto che l'ossicodone e l'idrocodone erano i trattamenti farmacologici più comuni per il dolore. Nel 2012, il New England Journal of Medicine ha pubblicato uno studio che ha rilevato che "il 76% di coloro che cercano aiuto per la dipendenza da eroina ha iniziato con l'abuso di narcotici farmaceutici, principalmente OxyContin", e traccia una linea diretta tra il marketing di OxyContin e l’epidemia di eroina negli Stati Uniti.
Un sondaggio del Los Angeles Times del 2016 ha mostrato che le persone in terapia di 12 ore con OxyContin hanno scarso controllo del dolore, desiderio di droghe e dipendenza. I giornalisti suggeriscono che questo problema dia "nuovi indizi per capire perché così tante persone sono dipendenti". Utilizzando documenti di Purdue e di altre fonti, hanno affermato che Purdue era a conoscenza del problema prima che il prodotto andasse sul mercato, ma che la società "ha insistito sul trattamento di 12 ore, in parte per proteggere le sue entrate perché era un elemento chiave per dominare il mercato nonostante il prezzo elevato del trattamento (diverse centinaia di dollari a bottiglia)”.
OxyContin è diventato un farmaco di enorme successo commerciale. Purdue ha aumentato i suoi guadagni da pochi miliardi di dollari nel 2007 a 31 miliardi di dollari nel 2016 e a 35 miliardi di dollari nel 2017. Secondo un articolo del New Yorker del 2017, Purdue Pharma è "di proprietà di una delle famiglie più ricche americane", con un patrimonio netto collettivo di 13 miliardi di dollari.
Nel settembre 2018, il Financial Times ha rivelato che le persone che lavoravano per Purdue Pharma, tra cui Richard Sackler, hanno brevettato un farmaco anti-dipendenza a base di buprenorfina  .
Nel 2022 Purdue Pharma, controllata dalla famiglia Sackler, è considerata responsabile della promozione aggressiva dell'antidolorifico OxyContin, scatenante la crisi degli oppiacei all'origine di oltre 500.000 morti per overdose in vent'anni negli Stati Uniti".
Nel 2021 la miniserie Hulu Dopesick - Dichiarazione di dipendenza porta gli spettatori nell'epicentro della lotta americana contro la dipendenza da oppioidi, dalle sale del consiglio di Purdue Pharma, attraverso una comunità mineraria in difficoltà della Virginia fino alle sale della DEA; in modo simile nel 2023 la miniserie Netflix Painkiller racconta le vicende della commercializzazione di OxyContin da parte di Purdue Pharma proponendo testimonianze reali delle famiglie di vittime di abuso.